# Beltono
Beltono – polski męski kwartet wokalny.
Kwartet ten został założony w 1957 roku w Warszawie. W jego skład weszli absolwenci Konserwatorium Warszawskiego:
- Arkadiusz Janaszek – bas (kierownik muzyczny grupy),
- Remigiusz Kossakowski - baryton,
- Franciszek Latowski – tenor,
- Stefan Mikołajczak – tenor.

Przez jakiś czas z zespołem śpiewała też Wanda Woźniak.
Grupa zadebiutowała w kwietniu 1957 roku jako zespół rewelersowy (nawiązujący do stylu chórów Dana, Eryana, Czejanda, Juranda).
Kwartet Beltono wykonywał bardzo różną muzykę – od lekkich piosenek, poprzez pieśni aż po muzykę klasyczną. Oprócz własnego bogatego repertuaru śpiewał też jako grupa towarzysząca (chórek) wielu polskim artystom polskiej estrady. M.in. towarzyszył w nagraniach Violetty Villas, Andrzeja Rosiewicza, Ludmiły Jakubczak, Reginy Bielskiej, Ireny Santor i Sławy Przybylskiej. Współpracował też z orkiestrą taneczną Polskiego Radia.
Grupa ta dała około 5 tysięcy koncertów w Polsce oraz za granicą (m.in. w Czechosłowacji, ZSRR, Rumunii, na Węgrzech, a także dla Polonii amerykańskiej i kanadyjskiej).
W 1976 roku z grupy odeszli Remigiusz Kossakowski i Stefan Mikołajczak. Zastąpili ich Krzysztof Bajdor i Fryderyk Czyżewski.
Ostatni występ zespołu miał miejsce w styczniu 1989 roku.

## Wybrana dyskografia

### składanki
- LP Z piosenką przez świat [Melodia (Chicago) LPM-1030]
- LP Niezapomniane przeboje Zygmunta Karasińskiego (1967, Muza XL 0428)
- LP Czeremcha i bez (1973, Muza SXL 0964)
- LP Piosenki radzieckie (1973, Muza SXL 0949)

### sesyjne
- LP Sława Przybylska: Jak za dawnych lat (Pronit SXL 0999)
- LP Andrzej Rosiewicz: UFO - Żniwo (1977 i 1980, Pronit SLP 4005–4006; vol 1-2)
- LP Zatańczmy jeszcze raz - Edward Czerny dyryguje Orkiestrą Taneczną Polskiego Radia (a CD – 1993)
- CD Wasowski da się lubić (vol. 1-3)